# Flughafen Kenai

i7
i11
i13
Der Kenai Municipal Airport (IATA-Code: ENA, ICAO-Code: KENA) ist ein öffentlicher Flughafen, nördlich von Kenai im Kenai Peninsula Borough, Alaska in den Vereinigten Staaten.

## Flughafendaten
Er hat eine Asphaltpiste mit 2394 m Länge und 46 m Breite, eine Schotterpiste mit 604 m Länge und 23 m Breite, eine Landefläche für Wasserflugzeuge mit 1402 m Länge und 77 m Breite und zwei Hubschrauberlandeplätze mit jeweils 30 m × 30 m. Die Fläche des Flughafens beträgt 486 ha. Die Seehöhe beträgt 30 m.

## Geschichte
Der Flughafen wurde im Jahre 1941 vom United States Army Air Corps gebaut. Eine neue 5000 Fuß (1524 m) lange Start- und Landebahn wurde 1942 von der Civil Aeronautics Administration fertiggestellt. Die ersten Flugzeuge, die den Flughafen nutzten, waren Alaska Airlines und Pacific Northern Airways, beide kamen im Jahr 1946. Das erste Flughafenterminalgebäude wurde im Sommer 1952 errichtet.
Im Jahr 1967 gab es zahlreiche Verbesserungen, wie etwa 2500 Fuß zusätzlicher Start- und Landebahn, die im Frühjahr 1968 gepflastert wurde, zusätzliche 1870 Fuß Rollwege und den Umbau von mittlerer Intensität Landebahnbeleuchtung auf High-Intensität.
In den späten 1970er und frühen 1980er Jahren hatte der Flughafen einen Passagierjet-Service nach Seattle und Anchorage durch Wien Air Alaska, eine der ältesten Fluggesellschaften in den USA, und die erste im Staat.
Bis 1981 flog Wien Air Alaska täglich eine Boeing 737-200 direkt nach Seattle über einen Zwischenstopp in Anchorage. Im Jahr 1984 endete der Dienst in Seattle und Wien flog nur nach Anchorage, wobei alle Flüge mit Turboprop-Flugzeugen durchgeführt wurden.
Bis 2020 wurde Kenai auch von Corvus Air bedient, einem Part-121-Betreiber der RavnAir Group, die aber in diesem Jahr in Insolvenz ging. Heute wird der Flughafen von Grant Aviation, einem Part 135-Betreiber mit Flügen nach Anchorage bedient.

## Flugbetrieb
Im Jahre 2022 wurden 75.180 Passagiere befördert. Im selben Jahr fanden 40.696 Flugbewegungen statt, davon 6.404 lokale Bewegungen, 6.142 Zwischenlandungen, 24.529 Air-Taxi-Flüge, 1.040 Frachtflüge und 2.581 militärische Flüge. In diesem Jahr waren hier 32 einmotorige und 14 zweimotorige Flugzeuge sowie ein Hubschrauber stationiert.
Die wichtigsten Fluggesellschaften für den Flughafen im Jahr 2023 waren Ravn Alaska, Grant Aviation und Kenai Aviation.